# Ronosentanan
Ronosentanan is een bestuurslaag in het regentschap Ponorogo van de provincie Oost-Java, Indonesië. Ronosentanan telt 1892 inwoners (volkstelling 2010).